# Џон Стамос
Џон Филип Стамос (енгл. John Phillip Stamos; Сајпрес, 19. август 1963) амерички је глумац и музичар. Познат је по улози Блекија Париша у сапуници Општа болница и Џесија Кацополиса у комедији ситуације Пуна кућа. Између 2005. и 2009. глумио је др Тонија Гејтса у серији Ургентни центар.

## Детињство и младост
Рођен је 19. августа 1963. године у Сајпресу, у Калифорнији. Син је Вилијама „Била”, етничког Грка, и Лорете Стамос (девојачко Филипс). Првобитно презиме породице је Стаматопоулос (грч. Σταματόπουλος).
У младости је радио у ресторану свог оца, а као тинејџер имао је посао превртања хамбургера у области округа Оринџ. Са 15 година је први пут отишао на наступ групе The Beach Boys, а касније био на турнеји с њима. Родитељи су подржавали његову тежњу да постане глумац, иако је планирао да се упише на Колеџ у Сајпресу за семестар 1981. године, прескочио је први семестар да би се усредсредио на покретање глумачке каријере — уз благослов свог оца. Након само три седмице, добио је улогу у сапуници Општа болница.

## Филмографија

### Филм
| Улоге  |                                        |               |       |          |
| Година | Српски назив                           | Изворни назив | Улога | Напомена |
| 2016.  | Моја велика мрсна православна свадба 2 |               | Џорџ  |          |

### Телевизија
| Улоге       |                                          |               |                |                |
| Година      | Српски назив                             | Изворни назив | Улога          | Напомена       |
| 1982—1984.  | Општа болница                            |               | Блеки Париш    | главна улога   |
| 1987—1995.  | Пуна кућа                                |               | Џеси Кацополис | главна улога   |
| 2003.       | Пријатељи                                |               | Зак            | 1 епизода      |
| 2005—2009.  | Ургентни центар                          |               | др Тони Гејтс  | главна улога   |
| 2010.       | Свита                                    |               | себе           | 1 епизода      |
| 2010—2011.  | Гли                                      |               | др Карл Хауел  | 4 епизоде      |
| 2011.       | Ред и закон: Одељење за специјалне жртве |               | Кен Тернер     | 1 епизода      |
| 2011, 2015. | Два и по мушкарца                        |               | купац / себе   | 2 епизоде      |
| 2016.       | Краљице вриска                           |               | др Брок Холт   | главна улога   |
| 2018—2019.  | Ти                                       |               | др Ники        | споредна улога |